# チャン・ヒョヒ
チャン・ヒョヒ（張孝熙、장효희、1948年 - 2003年12月2日）は韓国の牧師。長老教総連合会代表会長、仁川キリスト教総連合会会長、韓国キリスト教総連合会共同会長などを歴任した。

## 生涯

### 学歴
1948年忠清南道論山郡（現在の論山市）出身、キリスト神学校神学科と天安大学校（現在の白石大学校）キリスト神学大学院を卒業し、延世大学校連合神学大学院を経て米国サンディエゴのリンダビスタ大学神学大学院で牧会学博士、カリフォルニア神学大学院で哲学博士学位を取得した。

### 活動
1981年、仁川直轄市北区（現在の富平区）日新洞に3人の信徒から平和教会（現在はエルリム教会と改名）を開拓し、1997年教会を建て直して担任牧師として活動、再び平和教会牧師に再任された。その他韓国長老教総連合会代表会長、咬痙中央協議会会長、長老教合同正統総会長、長老教総連合会代表会長、韓国キリスト教総連合会共同会長、リンナイコリア・サラン運動協議会代表会長を歴任し、2000年9月礼装合同正統第86次総会で新任総会長に選出され礼装合同正統総会長になり、11月ソウル蓮池洞韓国教会100周年記念館で開かれた韓国長老教総連合会第19回定期総会の選挙で韓国長老教総連合会代表会長に選出された。2001年1月3日仁川キリスト教総連合会第41回定期総会で仁川キリスト教総連合会会長に選出された。
2001年、韓国の24キリスト教団が参加した教団場協議会創立を主導した。2001年大韓キリスト教長老会所属の一つの合同正統教団の総会長として活動する24個教団が参加した「教団場協議会」創設に主導的役割をして韓国教会一致運動に尽くした。教会で仁川市長アン・サンス、国会議員イ・ユンソン、パク・サンギュ、リンナイコリア会長カン・ソンモ、仁川市富平区長カン・ソンモなど外賓と聖徒らが参加する中、教会創立21周年礼拝および仁川警察庁経牧委員長就任礼拝を主管した。その年6月に米国LAで開かれた「韓米民間親善行事」代表団にチェ・ビョンド、パク・テヒなどと共に参加した。夫人との間に現在の牧師のチャン・ジェウとチャン・ヒャンヒ、娘がいる。

### 死亡事故
2003年12月2日、仁川広域市桂陽区桂山洞のスカイオフィスビル9階で既婚の女性信徒と姦通中、信徒の夫が警察と共に現場を急襲するために門をたたいて押しかけると、隠れようとベランダのエアコン室外機に10分間ぶらさがったが30メートル下へ墜落死した。
担任牧師だった平和教会は死亡原因を過労死と発表し、2003年12月1日10時頃は過労で殉職したとして報道されていた。しかし翌日違う記事で墜落死亡事故が報道され事実が明らかになった。事件後女性信徒の夫は、遺族が相続を受けたチャン・ヒョヒの財産に対して損害賠償のための仮差押さえ申請をした。